# France Télécom

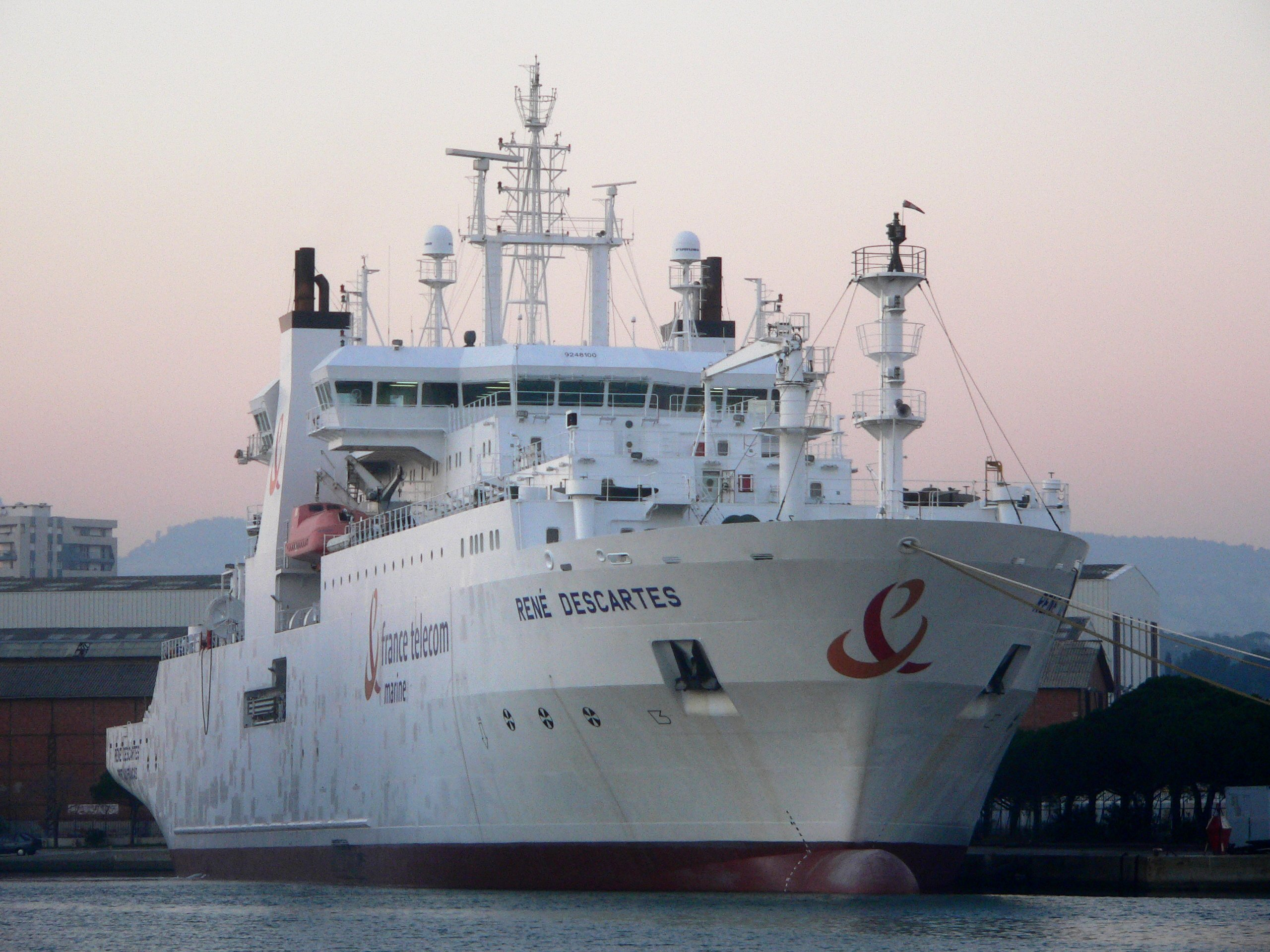
Кабелепрокладывающий корабль Rene Descartes

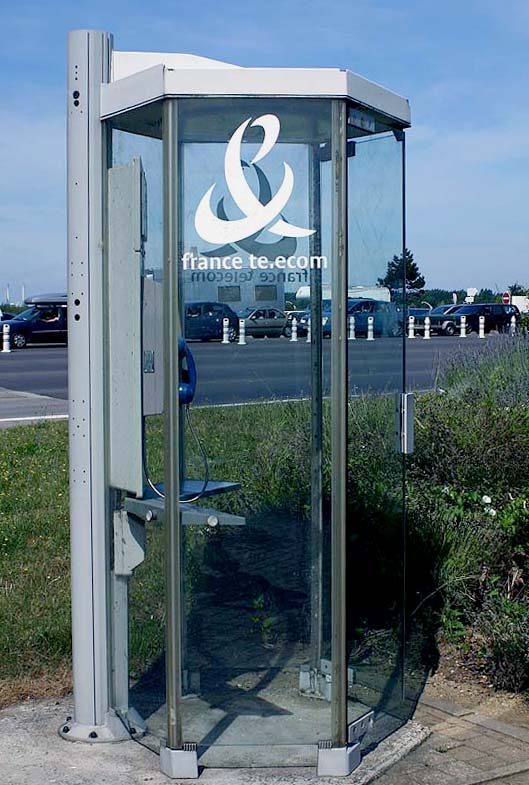
France Telecom

«Франс телеком» (France Télécom) — телекоммуникационная организация Франции в форме публичного учреждения торгово-промышленного характера Министерства почт и телекоммуникаций в 1990—1996 гг., в форме национальной компании в 1996—2004 гг., в форме акционерного общества с 2004 года. Она стала называться Orange с 2013 года.

## История
В 1851 году во Франции была введена государственная монополия на услуги телеграфа; в 1879 году телеграф был переведён в подчинение почтовой службы. В 1883 году 3 частные телефонные компании объединились в Societé Générale du Telephones (SGT, «Генеральное общество телефонии»), которое было национализировано в 1889 году и также переведено в подчинение министерства почт. В октябре 1913 года в Ницце была установлена первая во Франции автоматическая телефонная станция. Однако по развитию телефонной связи Франция отставала от стран Северной Америки и Западной Европы, по состоянию на 1938 год здесь было 38 телефонов на 1000 жителей, в то время как в США — 153 телефона, в Швеции — 125, в Великобритании — 67. Инфраструктура связи сильно пострадала во время Второй мировой войны, и её восстановление не было приоритетом в послевоенный период, хотя в мае 1944 года был создан Национальный центр исследования телекоммуникаций, позже ставший научно-исследовательской лабораторией France Télécom.
В 1970-х годах началась модернизация телефонной сети, в частности переход на волоконно-оптические кабели. В 1979 году Франция запустила свой первый спутник связи, Telecom I, в 1983 году был запущен первый спутник Европейской телекоммуникационной спутниковой организации. В 1991 году правительство Франции стало пятым крупнейшим акционером международной спутниковой компании Inmarsat. К 1986 году телефонная сеть Франции насчитывала 25 млн телефонных линий, в это время началось массовое внедрение системы Minitel, к 1989 году у неё было 5 млн пользователей. К началу 1990-х годов был завершён переход на цифровые АТС.
В июле 1990 года телеграфная и телефонная служба Министерства почт и телекоммуникаций Франции была преобразована в государственную корпорацию France Télécom. 1 июля 1992 года она запустила сеть мобильной телефонии «Итинери» (Itineris), а в 1995 году — интернет-провайдер Wanadoo (ретрансляцию интернета во Франции начал частный провайдер Worldnet в 1994 году). В течение 1990-х годов France Télécom вышла на рынки Аргентины, Мексики, Сенегала, Индонезии и Вьетнама. В 1996 году France Télécom была реорганизована из государственного учреждения в анонимное общество, однако приватизация несколько раз откладывалась, лишь в 1997 году были проданы первые 20 % акций. Тогда же было создано Управление регуляции электрических коммуникаций и почты (Autorité de régulation des communications électroniques et des postes), основной регулятор рынка телекоммуникаций Франции.
В мае 2000 года France Télécom купила британского оператора сотовой связи Orange. В том же году компания продала пейджинговую сеть частной компании. В 2004 году компания была приватизирована, а государственная монополия на телекоммуникации была отменена.
21 июня 2001 года Itinéris, Ola и Mobicarte, бренды мобильной телефонии France Télécom, были объединены под брендом Orange. 1 июня 2006 года Wanadoo и Ma Ligne TV стали также работать под брендом Orange, а Equant сменил название на Orange Business Services. В январе 2007 года France Télécom R & D была преобразована в Orange Labs, а France Télécom Foundation — в Orange Foundation. В феврале 2012 года услуги фиксированной телефонии France Télécom стали продаваться под брендом Orange. 1 июня 2012 года компания свернула работу «Минитель».
Наконец, 28 мая 2013 года во время общего собрания участники проголосовали за изменение названия. Изменение вступило в силу 1 июля 2013 года, после чего France Télécom окончательно стала Orange.

## Собственники и руководство
Около 73 % акций находятся у инвесторов, около 27 % у государства. Высший орган — собрание акционеров (l’assemblée générale), между собраниями акционеров — совет директоров (Conseil d’administration), высшее должностное лицо — президент с полномочиями генерального директора. В настоящий момент в компании работают 220 тыс. человек; компания имеет около 91 млн клиентов по всему миру.

## Сети
- Фиксированная телефония
- Фиксированный Интернет
- Мобильная телефония (Orange)
- Мобильный Интернет
- IPTV (La TV d'Orange) (ретранслирует другие телеканалы с video on demand)
- Orange Business Services (услуги фиксированной связи и доступа в интернет для корпоративных клиентов)
- «Минитель» до 1 июня 2012 года